# Liste der Baudenkmäler im Kreis Kleve

Kreis Kleve

Die Liste der Baudenkmäler im Kreis Kleve umfasst:
- Liste der Baudenkmäler in Bedburg-Hau
- Liste der Baudenkmäler in Emmerich am Rhein
- Liste der Baudenkmäler in Geldern
- Liste der Baudenkmäler in Goch
- Liste der Baudenkmäler in Issum
- Liste der Baudenkmäler in Kalkar
- Liste der Baudenkmäler in Kerken
- Liste der Baudenkmäler in Kevelaer
- Liste der Baudenkmäler in Kleve
- Liste der Baudenkmäler in Kranenburg (Niederrhein)
- Liste der Baudenkmäler in Rees
- Liste der Denkmale der Gemeinde Rheurdt
- Liste der Baudenkmäler in Straelen
- Liste der Baudenkmäler in Uedem
- Liste der Baudenkmäler in Wachtendonk
- Liste der Baudenkmäler in Weeze

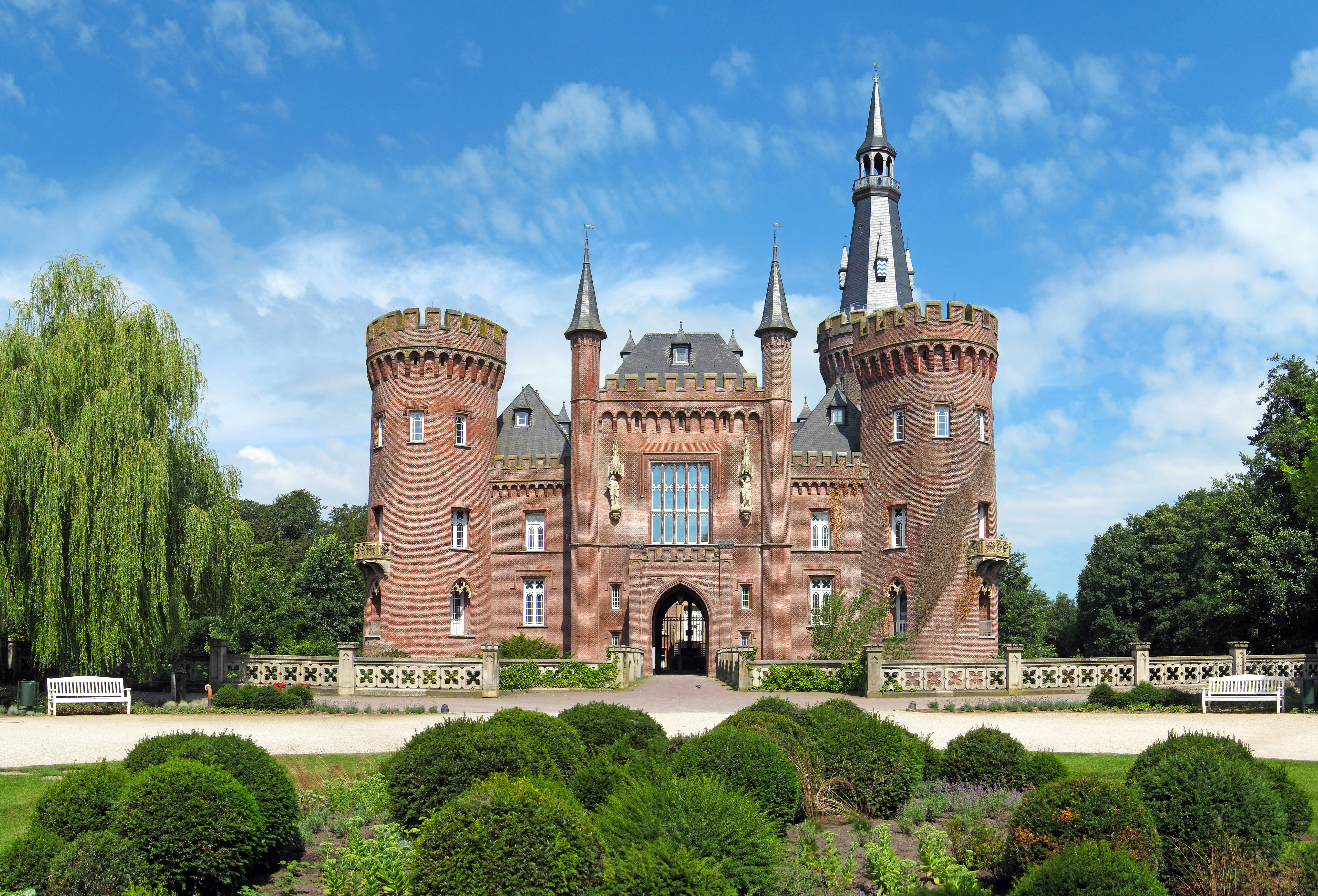
Schloss Moyland (Bedburg-Hau)
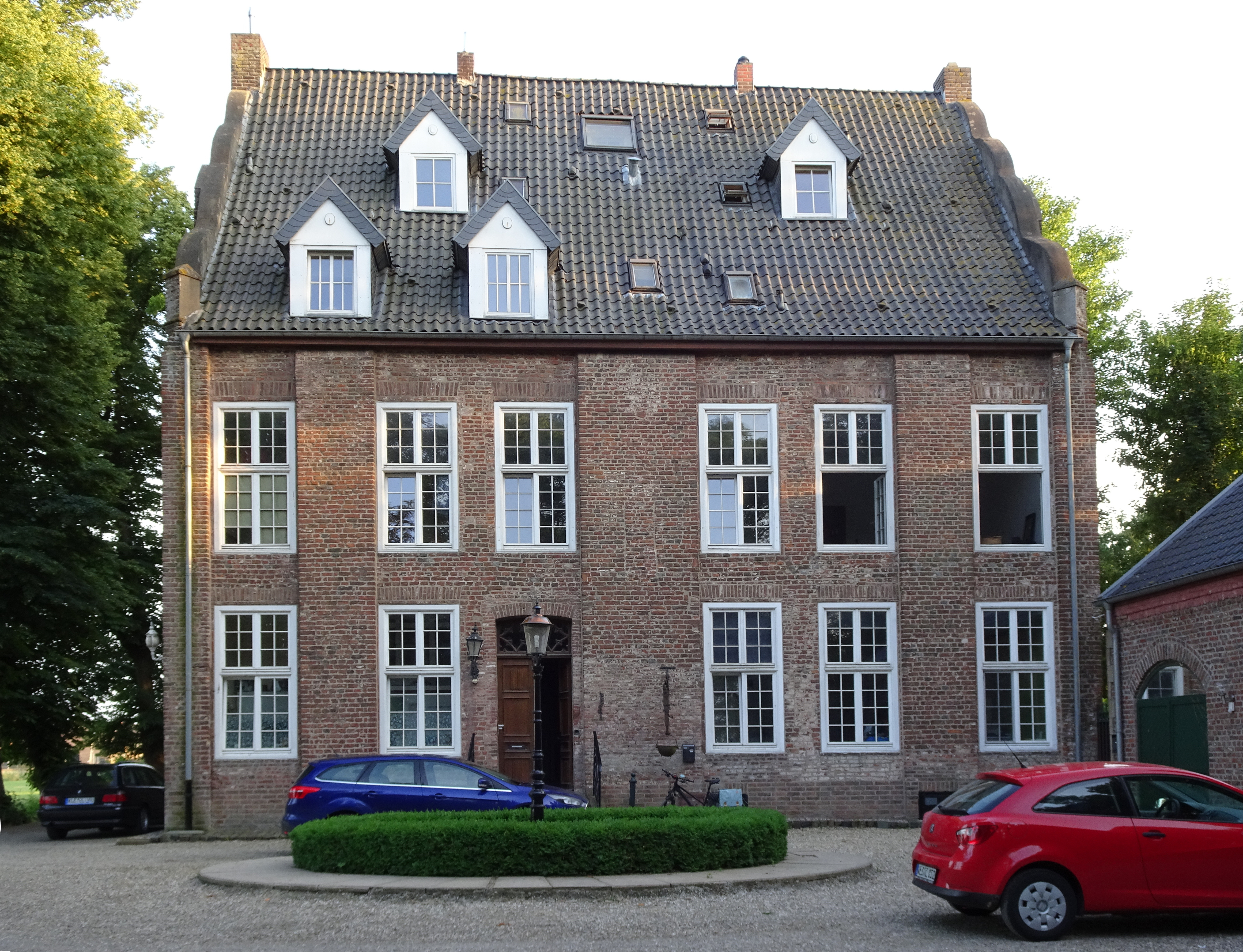
Praest Reckenburg (Emmerich am Rhein)
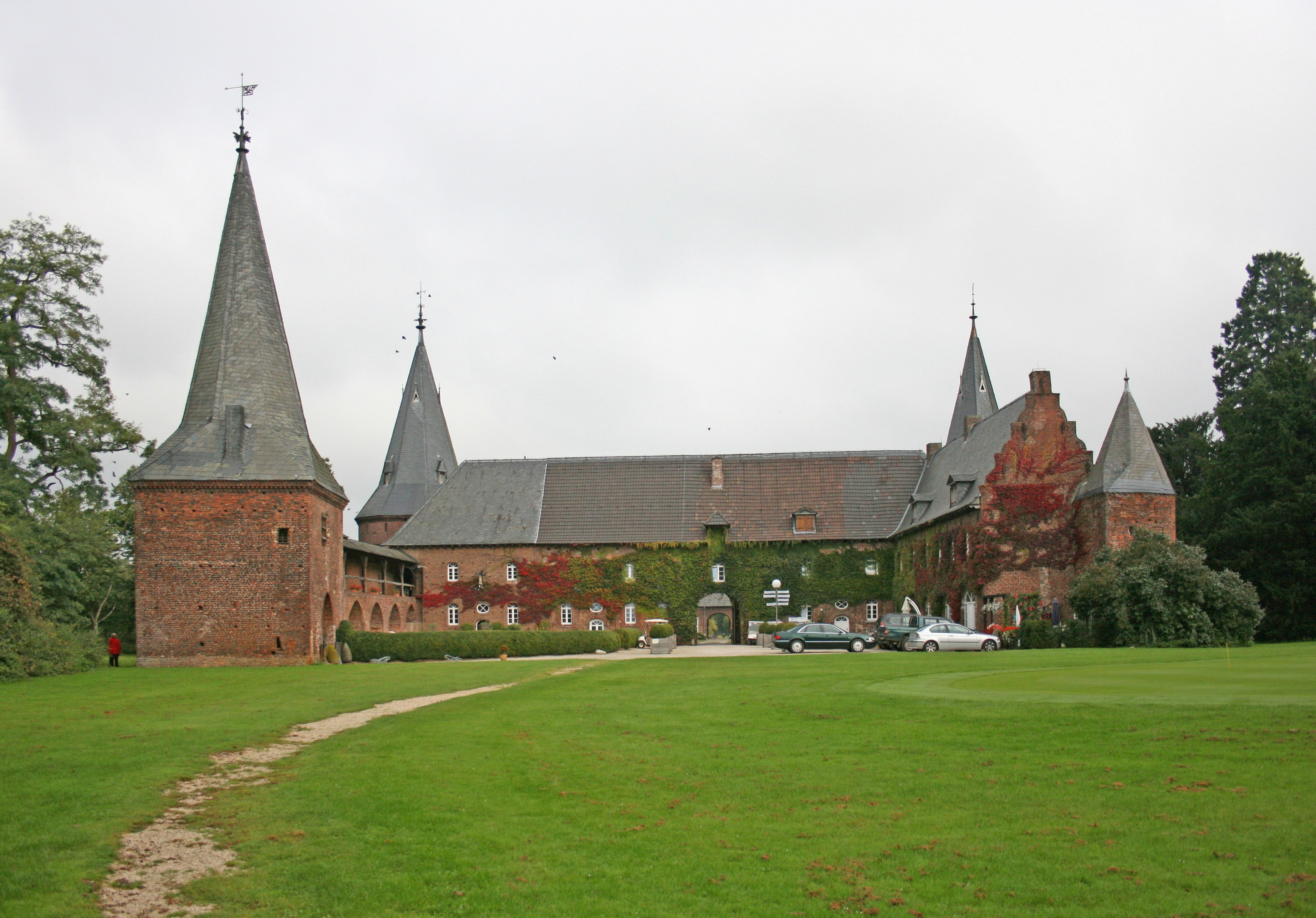
Schloss Haag (Geldern)
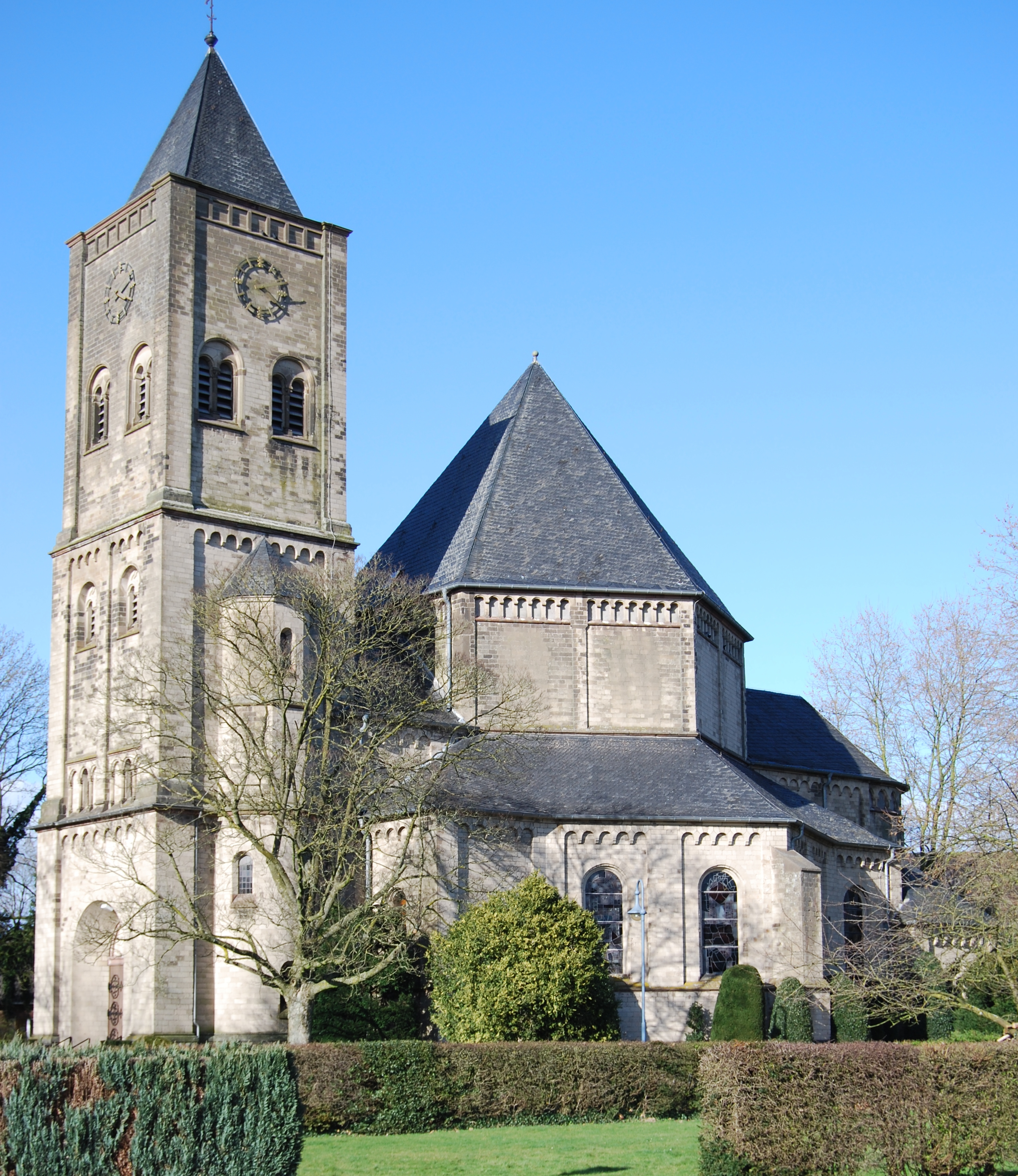
Kirche St. Vincentius Asperden (Goch)
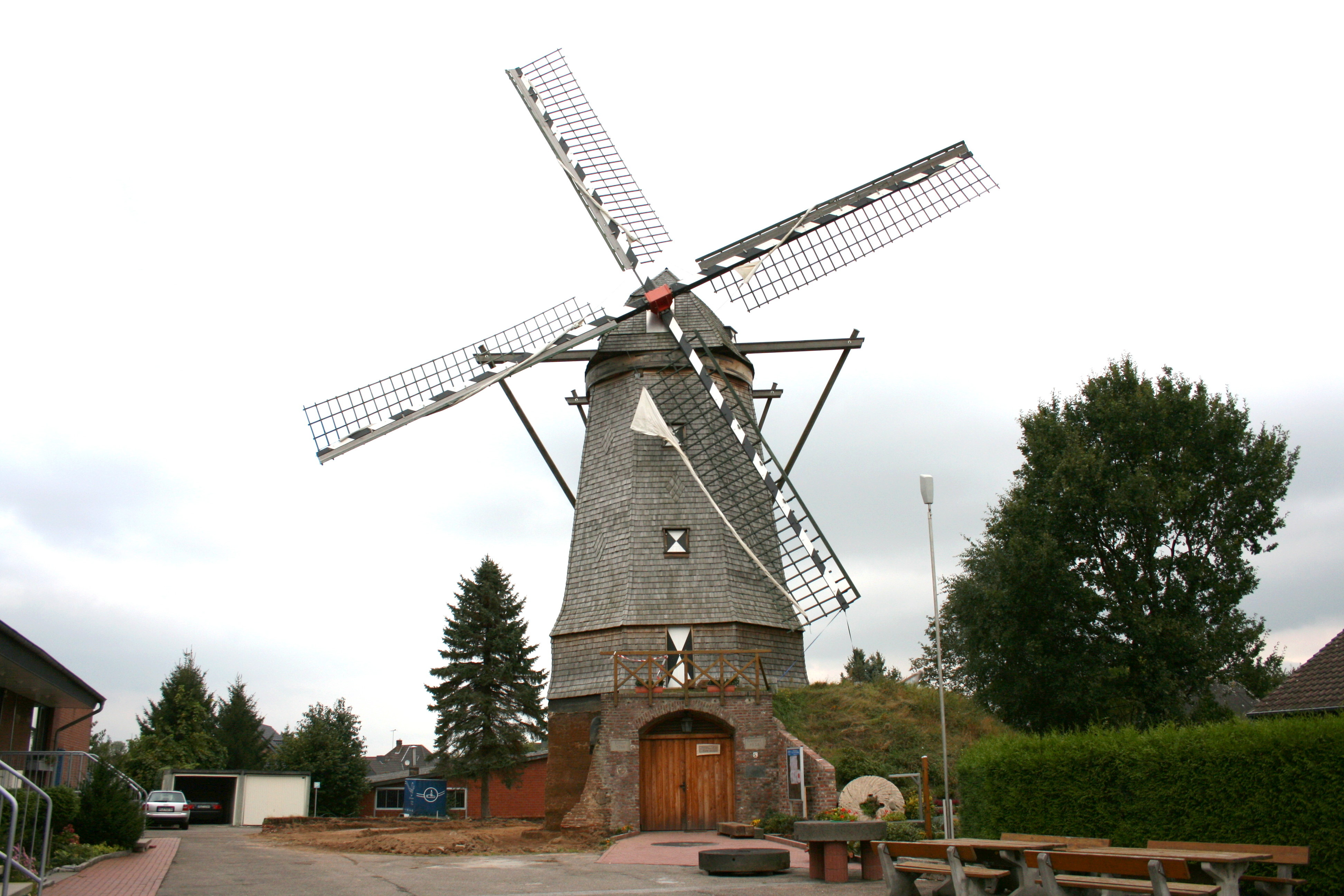
Herrlichkeitsmühle (1768) (Issum)
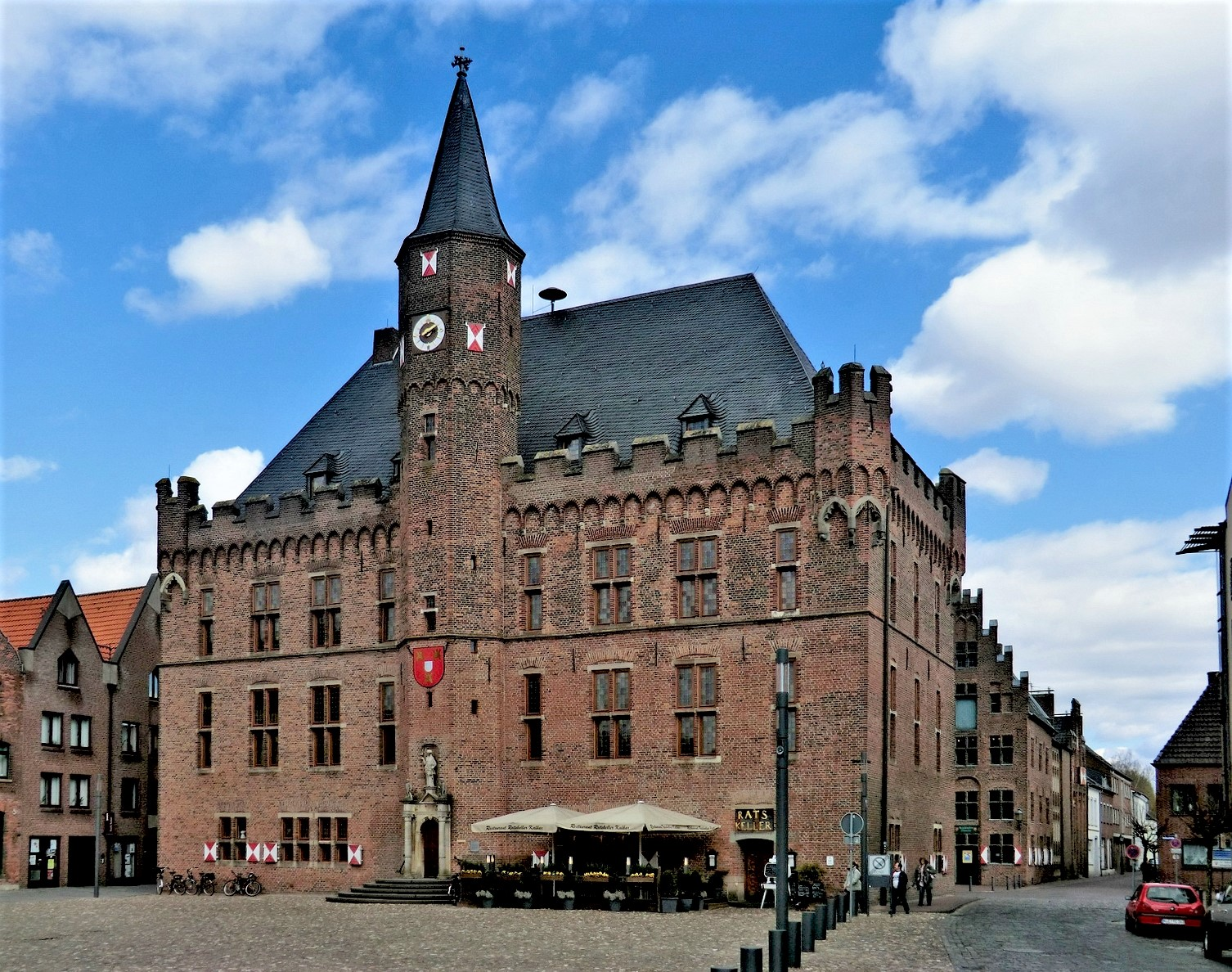
Rathaus (Kalkar)
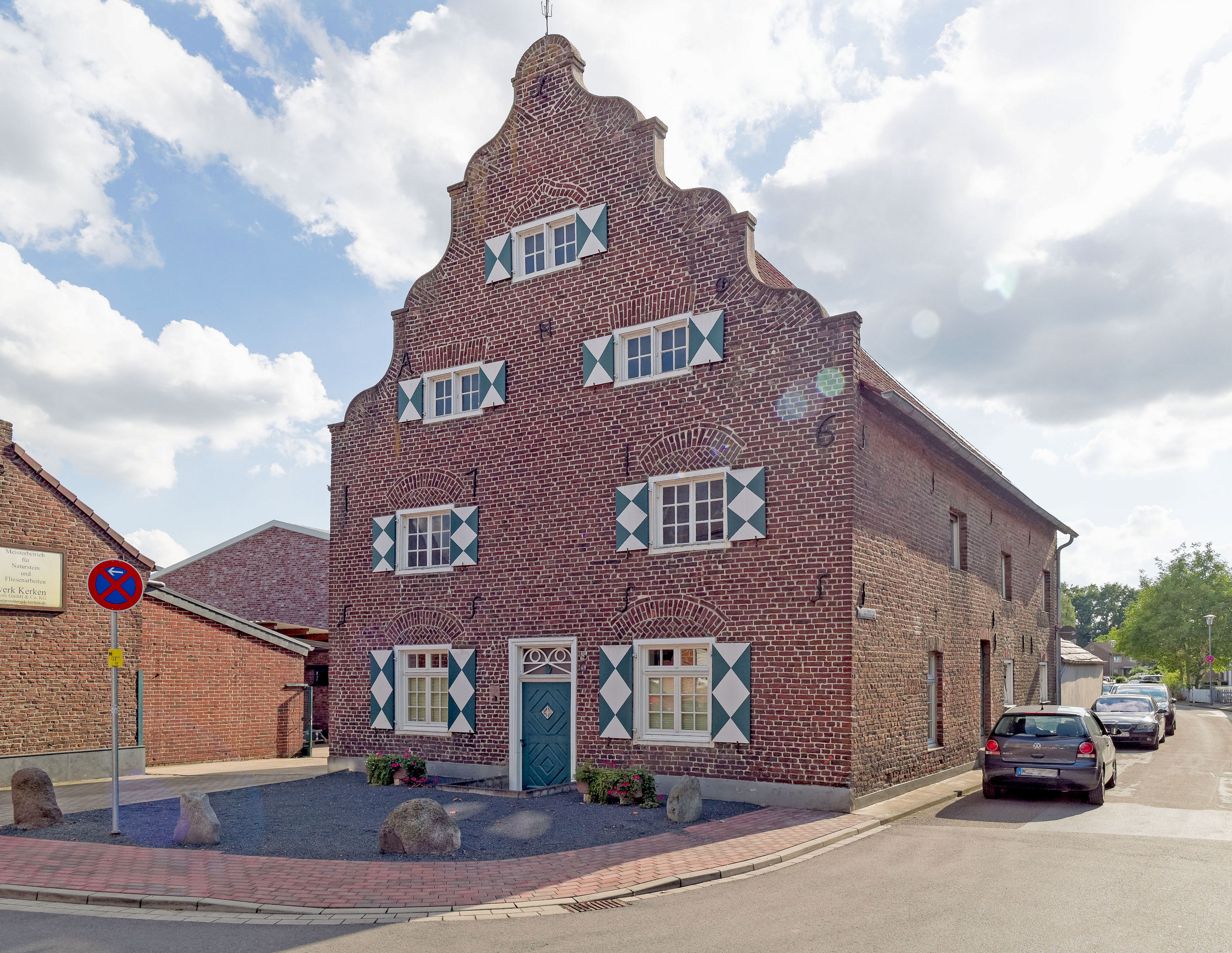
Gewerbliches Gebäude Nieukerk (Kerken)
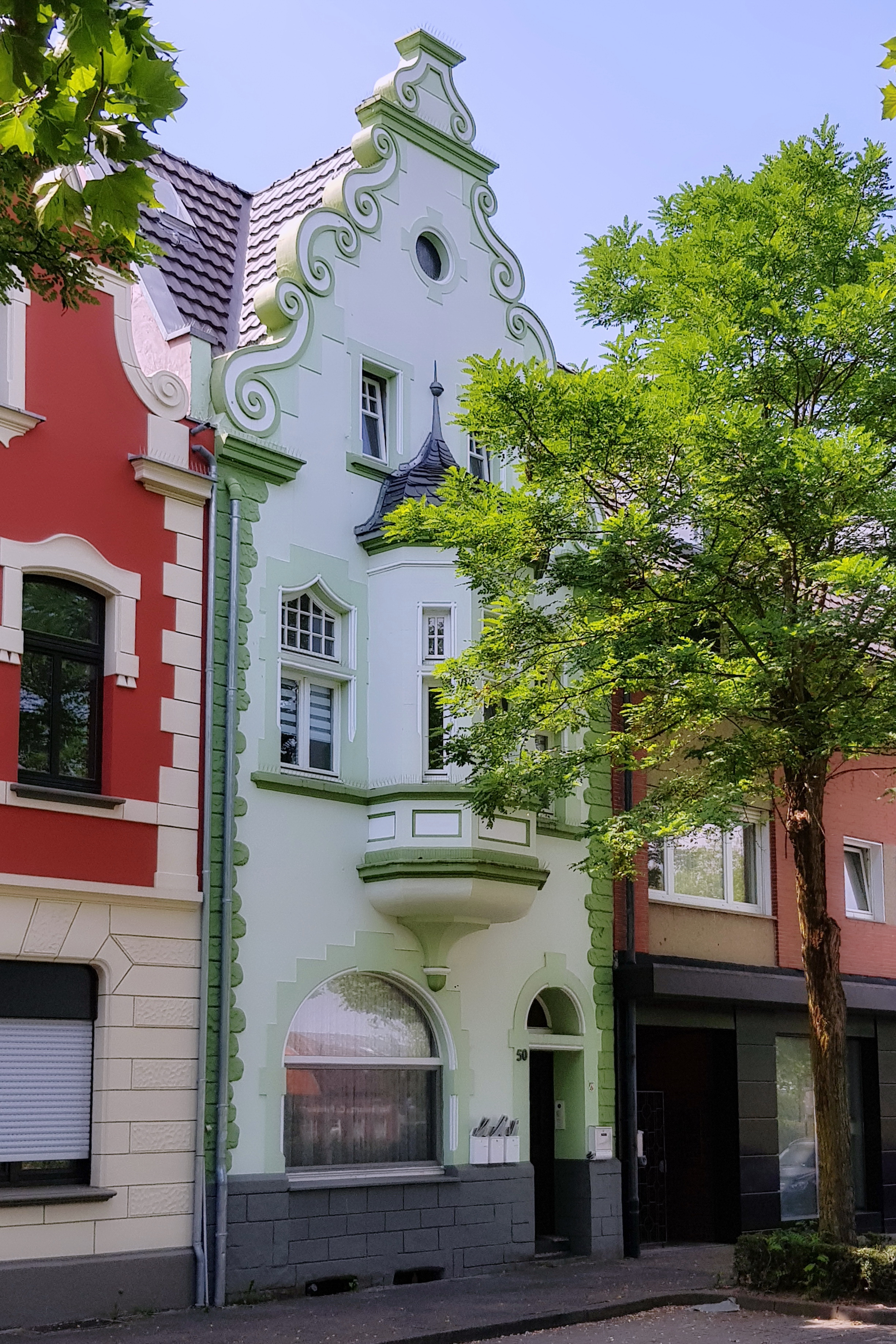
Wohnhaus (Kevelar)
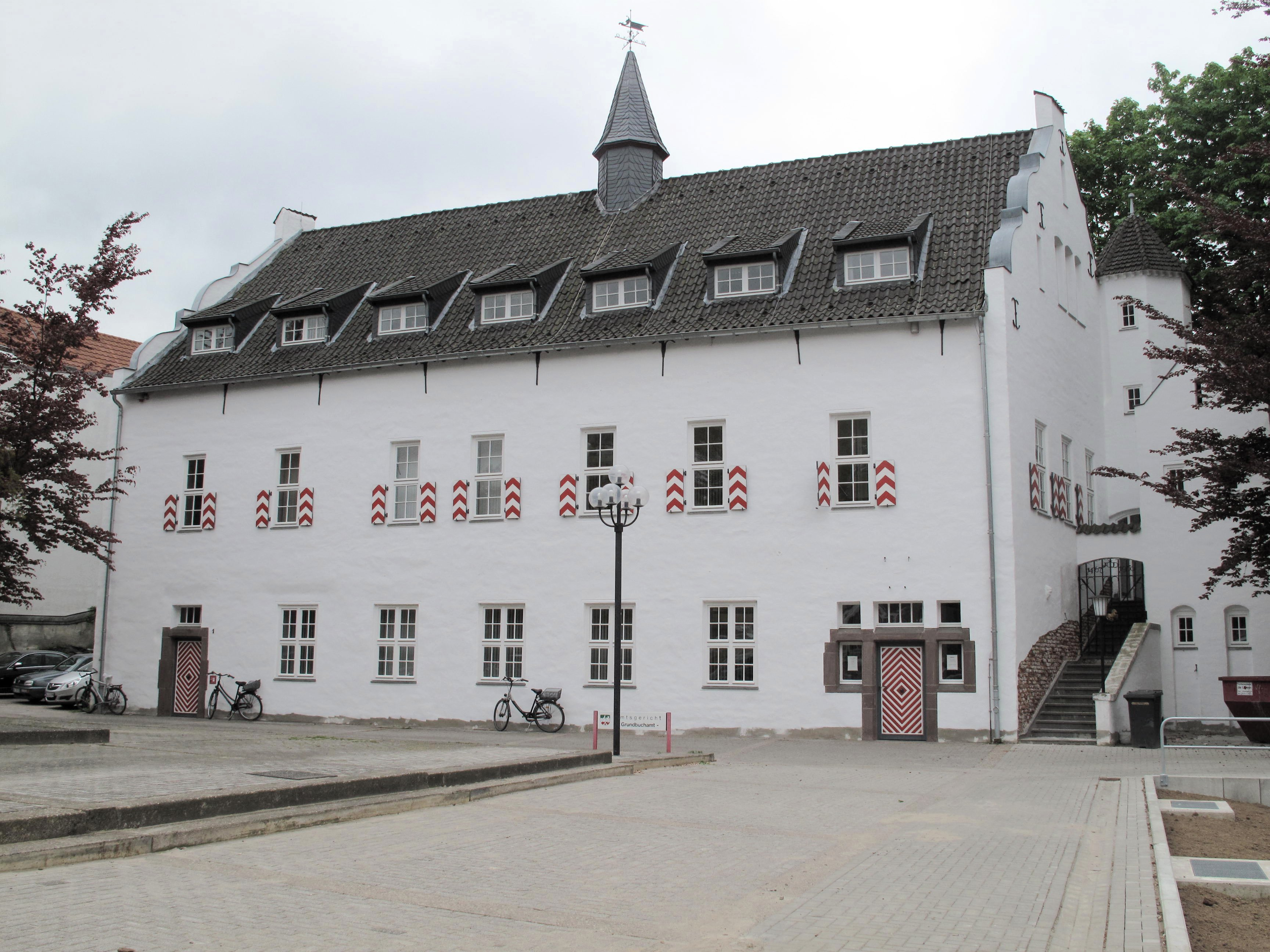
Marstall (Kleve)
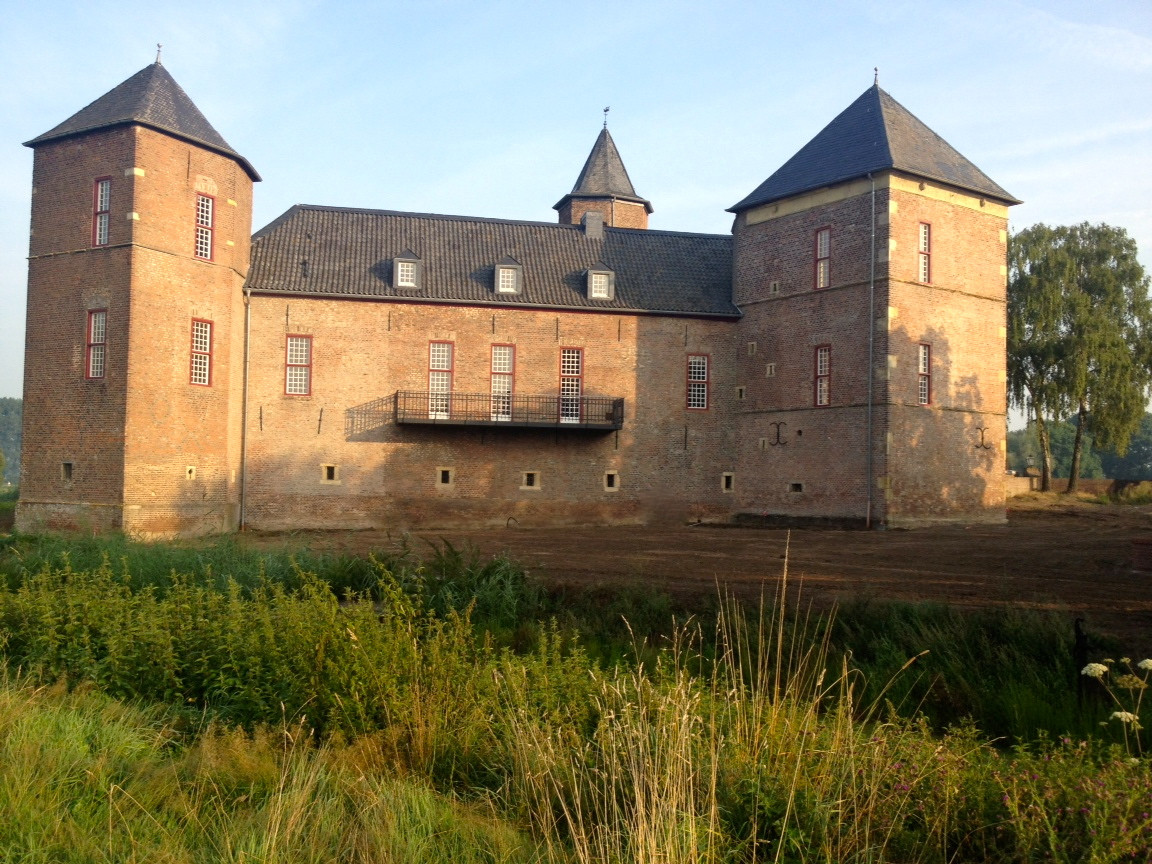
Burg Zelem (Kranenburg (Niederrhein))
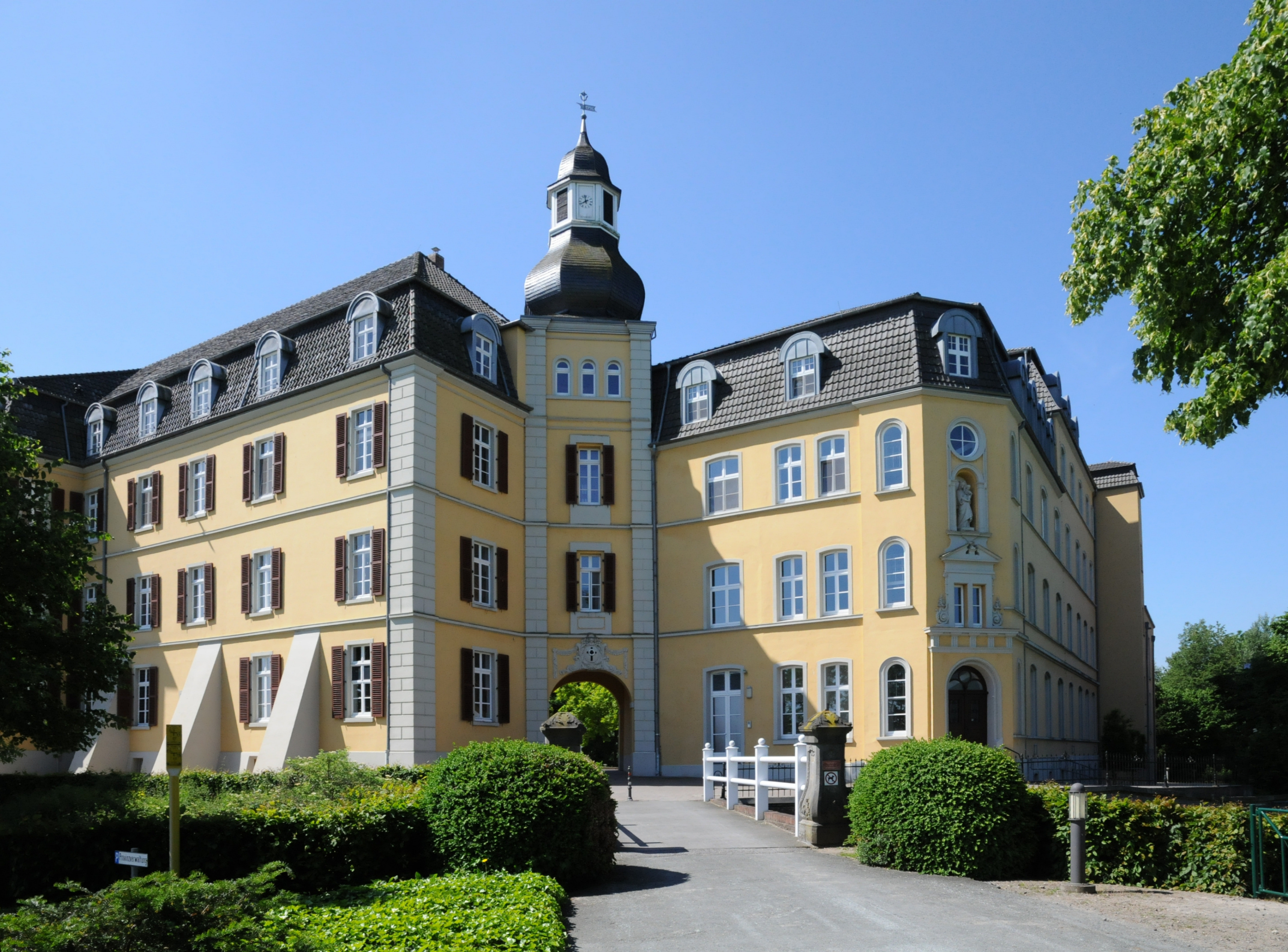
Haus Aspel (Rees)
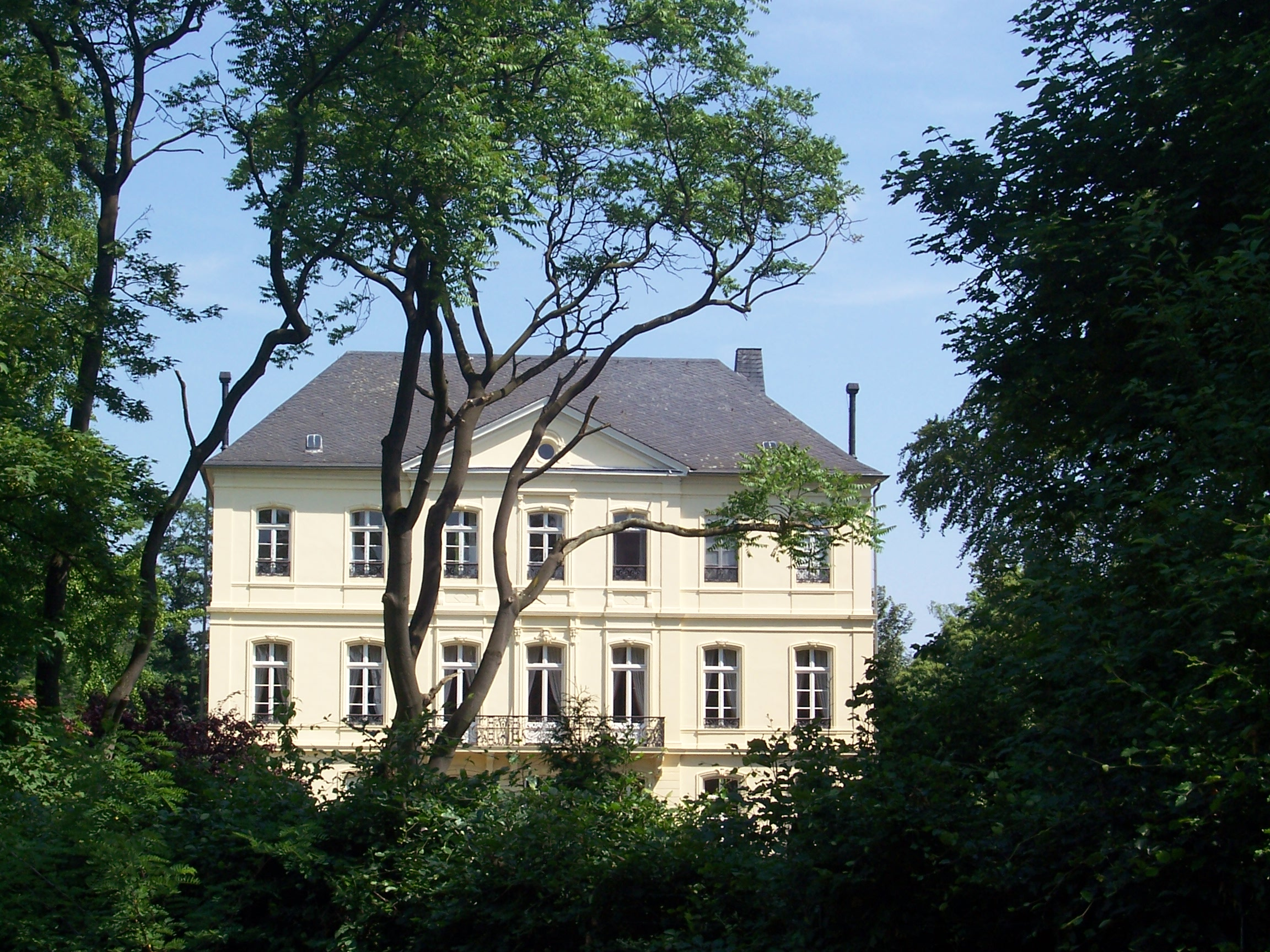
Schloss Leyenburg Schaephuysen (Rheurdt)
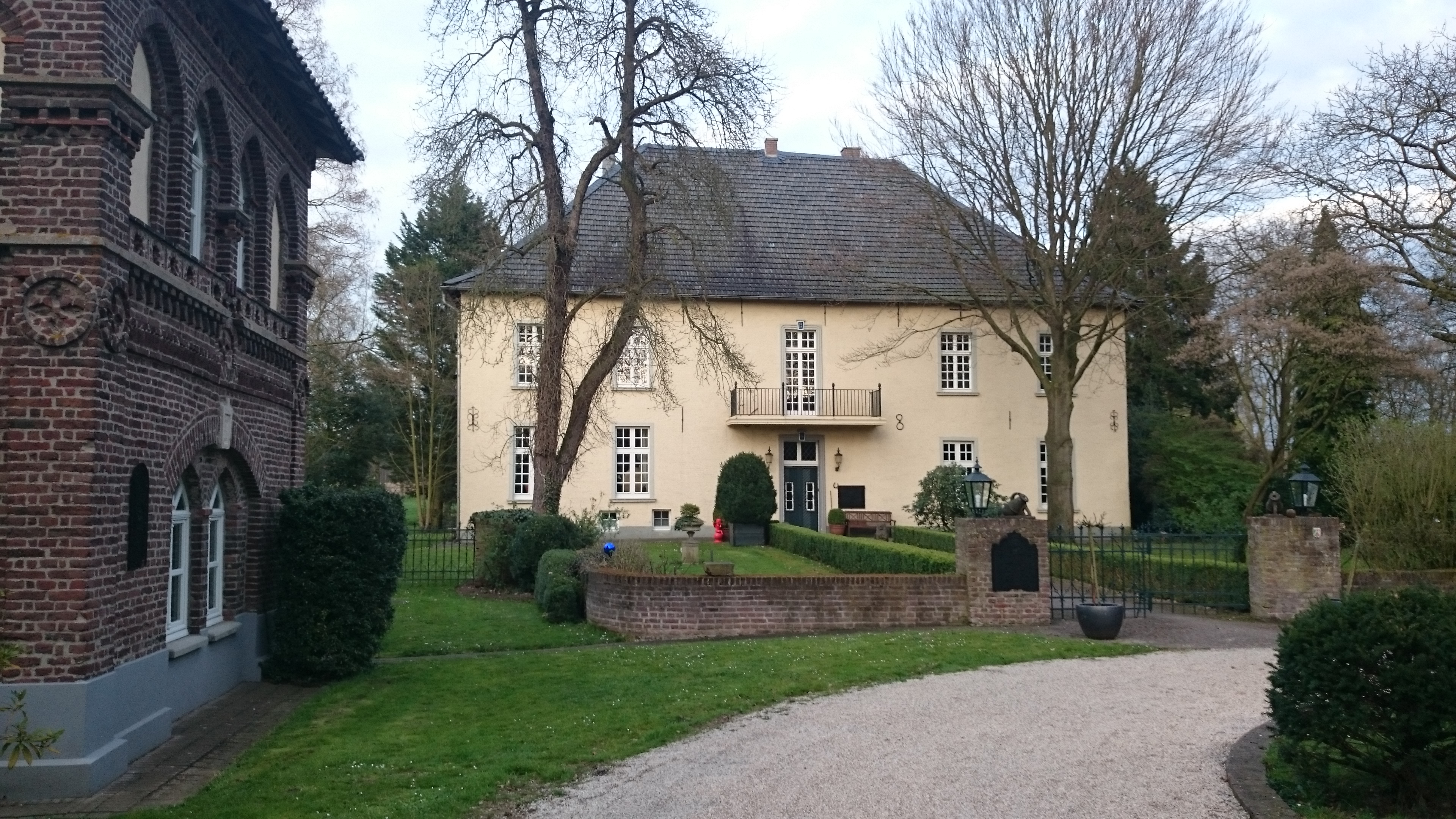
Herrenhaus Eyll (Straelen)
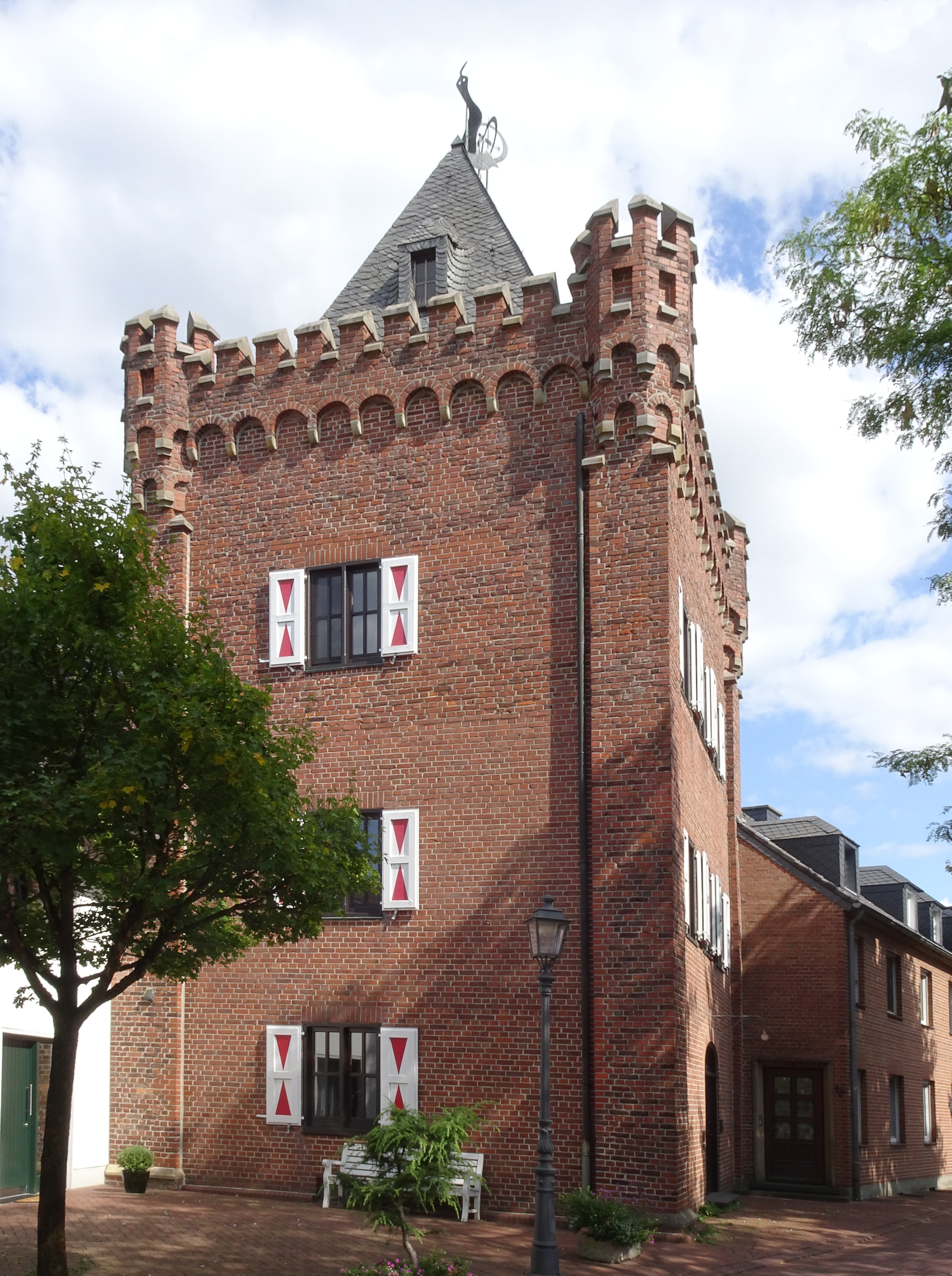
Turmwall, Stadtturm (Uedem)
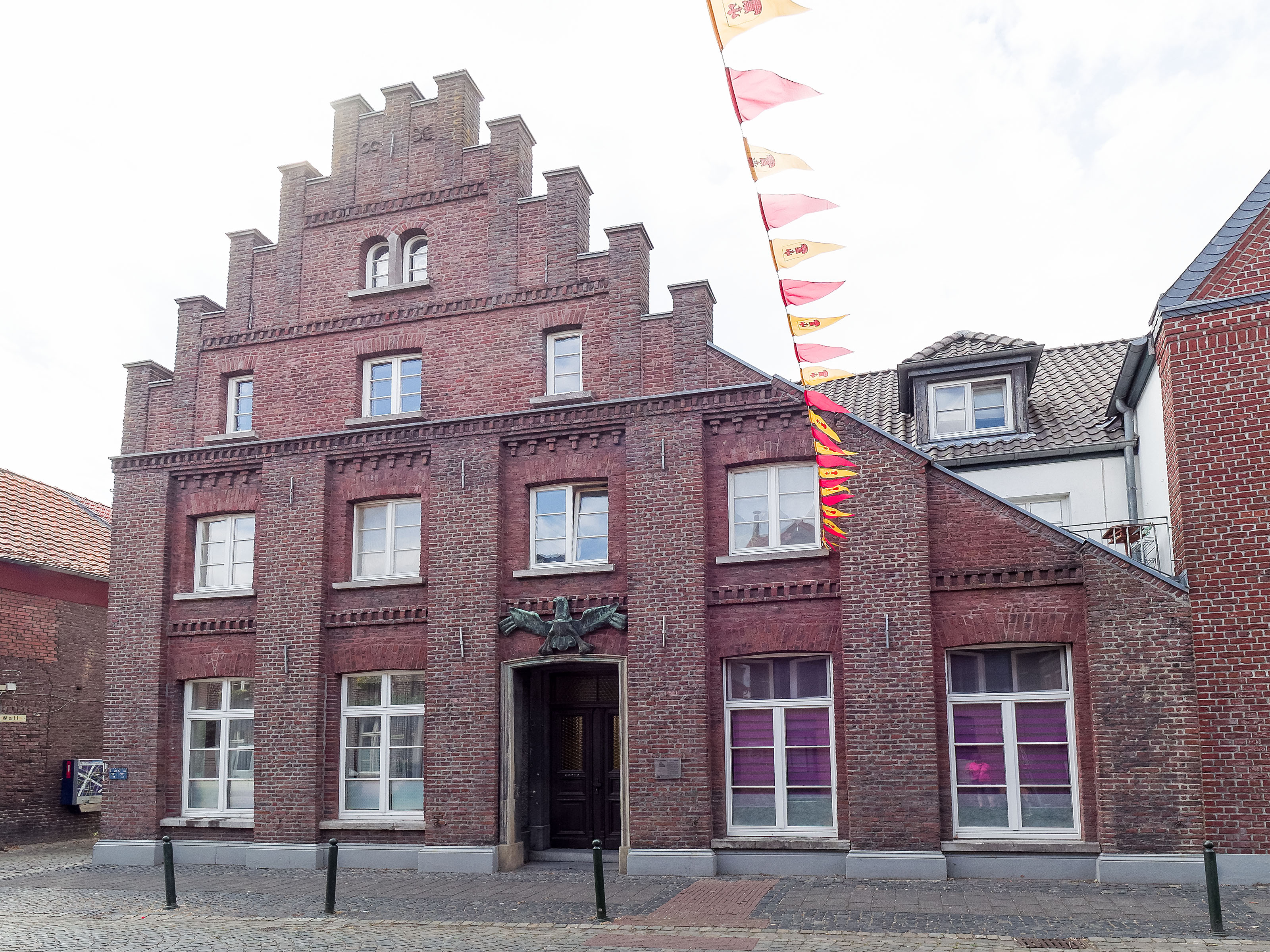
Backsteinhaus "Schwarzer Adler" (Wachtendonk)
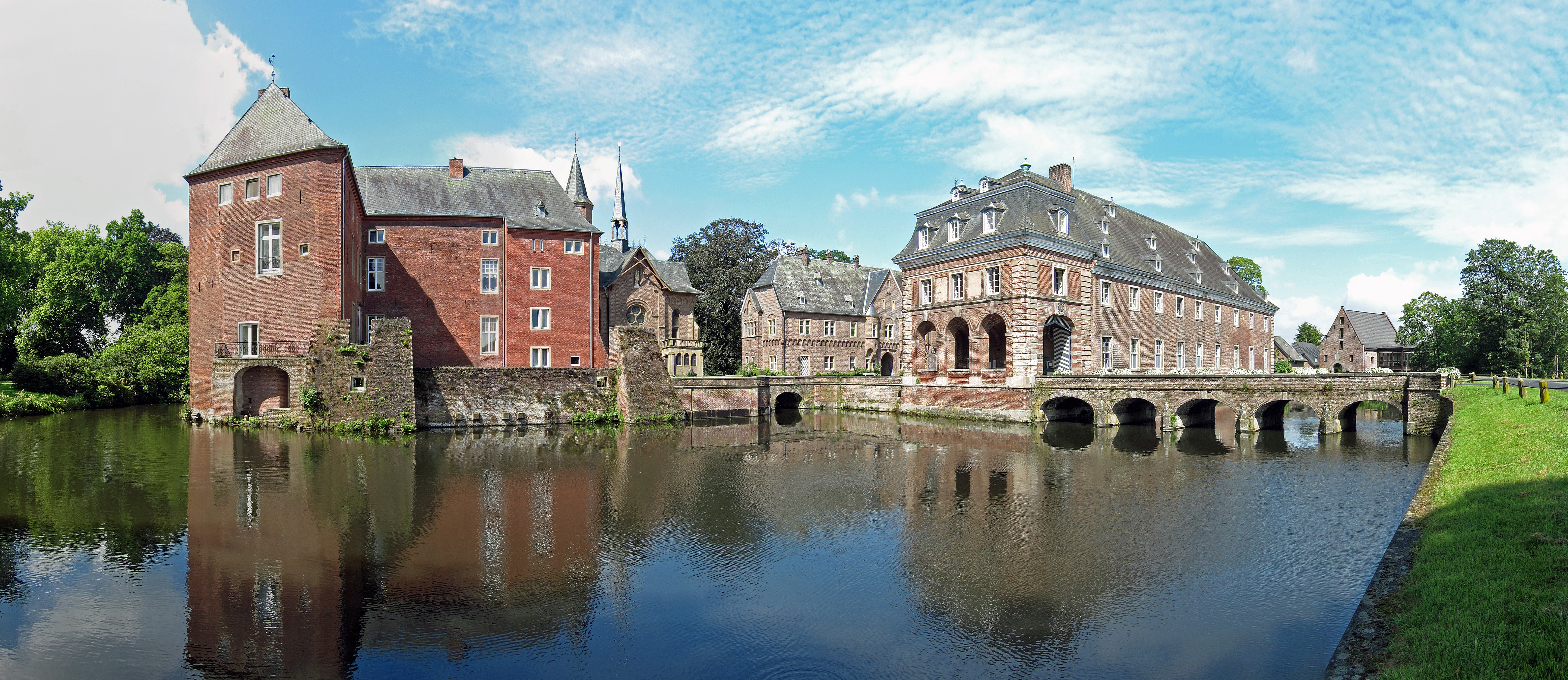
Schloss Wissen (Weeze)